# Site nordique du Haut Vercors
Le Site nordique du Haut Vercors est un domaine skiable de ski de fond situé dans le massif du Vercors, en région Auvergne-Rhône-Alpes.
Il est étendu sur 4 communes et 2 départements : Villard-de-Lans et Corrençon-en-Vercors, pour le département de l'Isère et  Saint-Martin-en-Vercors et Saint-Julien-en-Vercors, pour le département de la Drôme.
L'accès au site se fait via trois portes d'entrées : Bois Barbu (Villard-de-Lans)  ; Les Hauts Plateaux (Corrençon-en-Vercors) et Herbouilly (Saint-Martin-en-Vercors et Saint-Julien-en-Vercors).
Le domaine compte 110 km de pistes de fond :

## Porte de Bois Barbu
| Piste | Nom            | Longueur |
| ----- | -------------- | -------- |
| Verte | Aucun          | 10 km    |
| Bleue | Aucun          | 5 km     |
| Rouge | Château Julien | 5 km     |
| Rouge | Aucun          | 7 km     |
| Noire | Toboggan       | 1,2 km   |
| Noire | Génélys        | 4,5 km   |

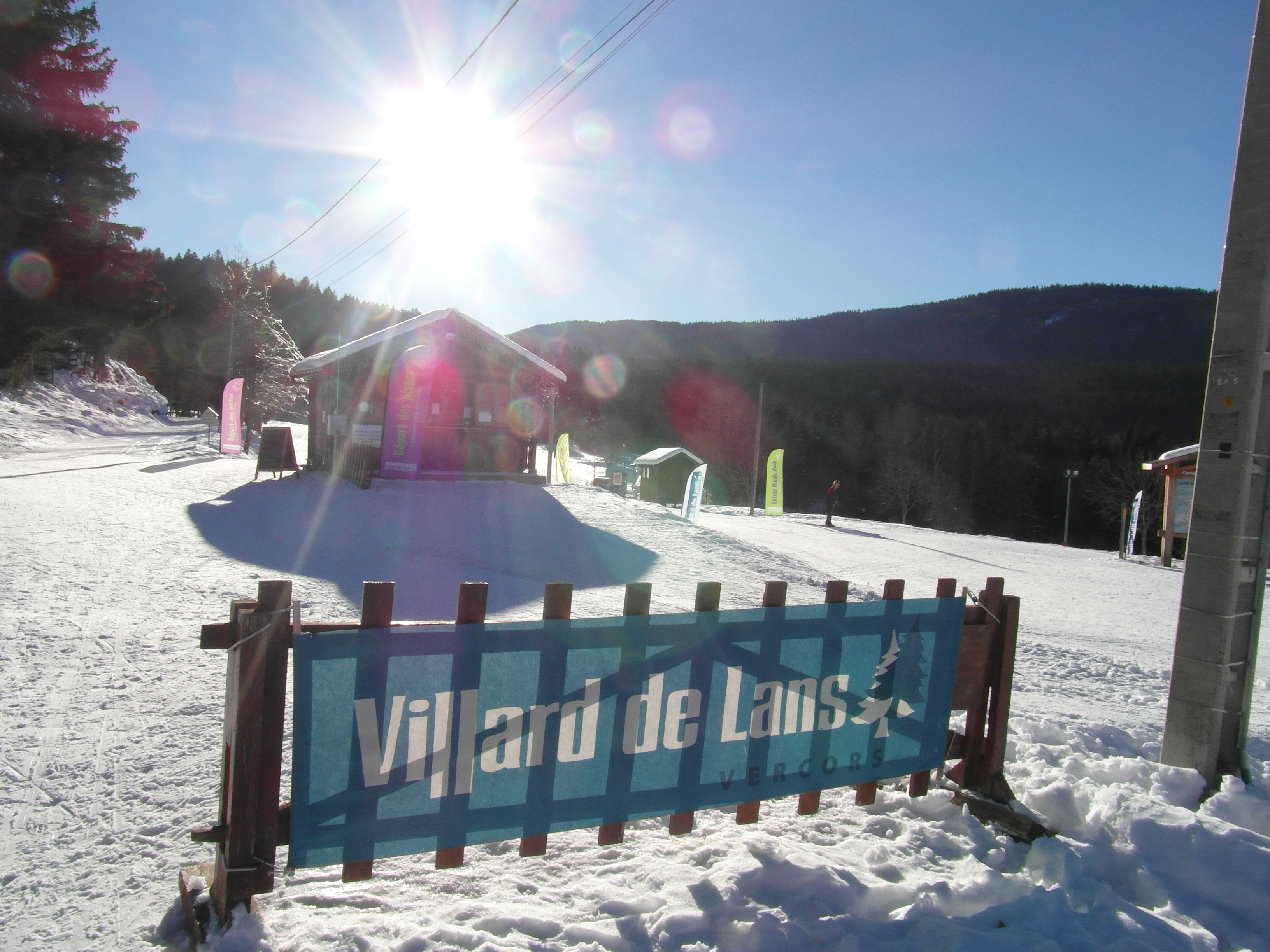
Porte de Bois Barbu en 2013.

## Porte de Corrençon
| Piste | Nom      | Longueur |
| ----- | -------- | -------- |
| Verte | Aucun    | 2,5 km   |
| Rose  | La Skate | 5,5 km   |
| Rouge | Aucun    | 6,5 km   |
| Noire | Aucun    | 10 km    |

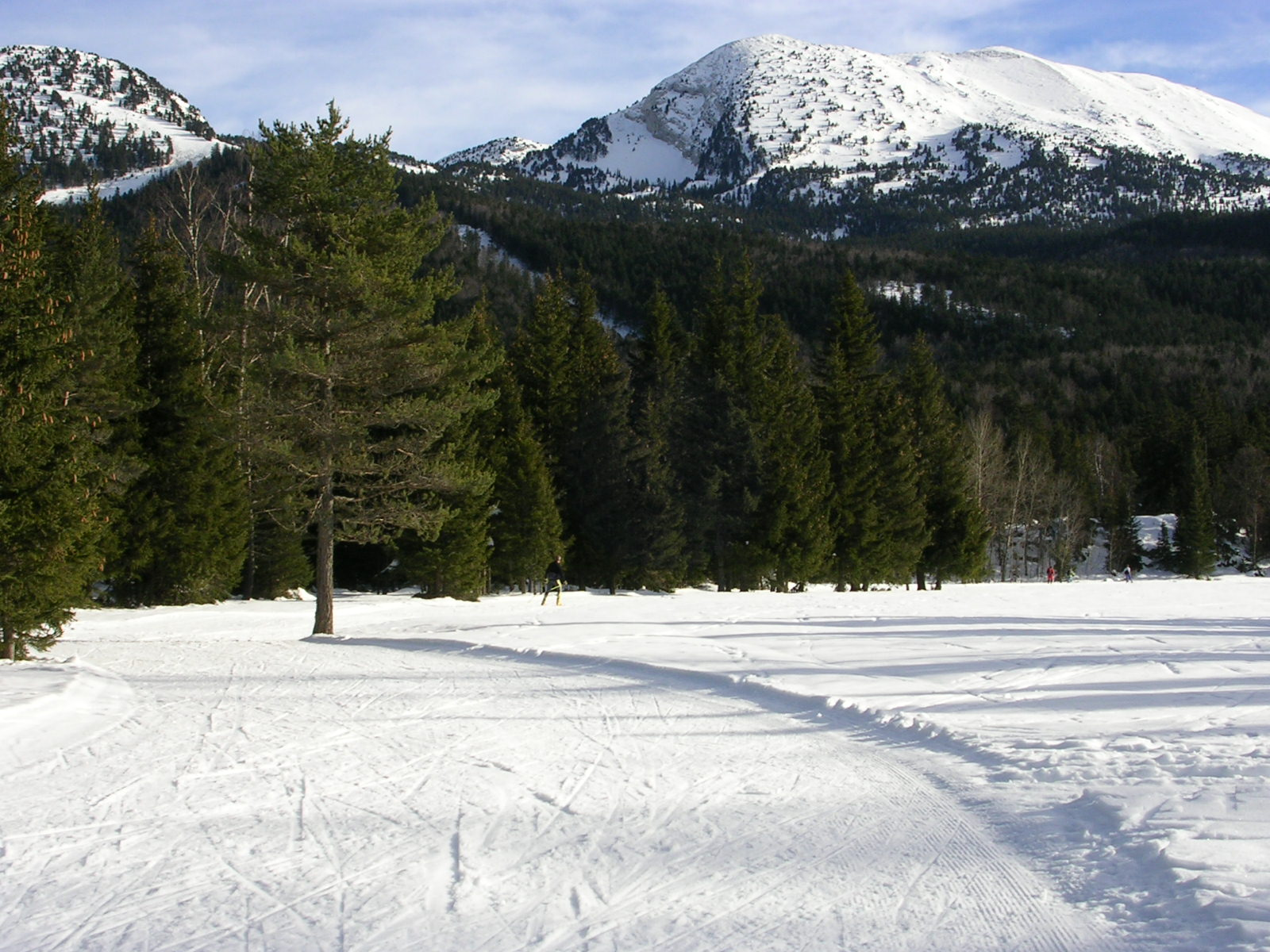
Le lieu-dit « Champ de la Bataille » à Corrençon-en-Vercors, en 2005.

## Porte d'Herbouilly
| Piste | Nom              | Longueur |
| ----- | ---------------- | -------- |
| Verte | Pot du Loup      | 3 km     |
| Verte | Dodos            | 4 km     |
| Bleue | Plaine           | 6 km     |
| Rouge | Carrefour Royale | 8 km     |
| Rouge | Col d'Herbouilly | 9 km     |
| Noire | Roche Rousse     | 5 km     |